# Prinny 2: Dawn of Operation Panties, Dood!
Prinny 2: Dawn of Operation Panties, Dood! (プリニー2 〜特攻遊戯! 暁のパンツ大作戦ッス!!〜?, Prinny 2: Toukou Yuugi! Akatsuki no Pantsu Daisakusenss!!), è un videogioco a piattaforme in 2D a scorrimento orizzontale per PlayStation Portable. Il gioco è stato sviluppato e pubblicato dalla Nippon Ichi Software il 25 marzo 2010 in Giappone, il 1º ottobre 2011 in America Settentrionale ed il 15 dicembre 2010 in Europa. Si tratta di uno spin-off della serie di videogiochi Disgaea, ed è il sequel del videogioco Prinny: Can I Really Be the Hero?, pubblicato nel 2008.

## Accoglienza
La rivista Play Generation diede al gioco un punteggio di 75/100, trovandolo un titolo dallo stile unico, con una difficoltà "vecchia scuola" e qualche problema tecnico di troppo, che avrebbe richiesto come requisito necessario tanta pazienza per completarlo.